# Enrique Chimento
Enrique Chimento (? – ?) válogatott argentin labdarúgó, hátvéd.

## Pályafutása
Kezdetben a Barracas Central labdarúgója volt. 1927 és 1931 között a Lanús, 1934 és 1938 között ismét a Barracas Central labdarúgója volt.
Az argentin válogatott tagjaként részt vett az 1934-es olaszországi világbajnokságon.